# Den Gyldne Grundtvig
Den Gyldne Grundtvig er en kulturpris, der uddeles af Odder Højskole og Odder Højskoles Elevforening en gang årligt. Prisen er en højskolekulturpris, som tildeles personer, organisationer eller foreninger, der enten direkte har ydet en indsats for højskoletanken og højskolebevægelsens fortsatte eksistens i det danske samfund, eller har bidraget til den folkelige oplysningstradition og kultur, som den danske folkehøjskole udspringer af.
Prisen er indstiftet af Odder Højskoles Elevforening og blev uddelt første gang i 1999.
Prisen består af et kunstværk af keramiker og underviser på højskolen Jakob Stig Isaksen samt 10.000 kr.

## Modtagere
| År   | Modtager               | Modtager               | Ref.  |       |
| ---- | ---------------------- | ---------------------- | ----- | ----- |
| 2021 | Puk Damsgård           | Puk Damsgård           | [ 1 ] |       |
| 2020 | Sabaah                 | Sabaah                 | [ 1 ] | [ 1 ] |
| 2019 | Highlander Folk School | Highlander Folk School | [ 1 ] | [ 1 ] |
| 2018 | Line Knutzon           | Line Knutzon           | [ 1 ] | [ 1 ] |
| 2017 | Den Korte Radioavis    | Den Korte Radioavis    | [ 1 ] | [ 1 ] |
| 2016 | Jacob Mchangama        | Jacob Mchangama        | [ 1 ] | [ 1 ] |
| 2015 | Lone Landmand          | Lone Landmand          | [ 1 ] | [ 1 ] |
| 2014 | Jens Rosendal          | Jens Rosendal          | [ 1 ] | [ 1 ] |
| 2013 |                        | Martin Krasnik         | [ 1 ] | [ 1 ] |
| 2012 |                        | Niels Hausgaard        | [ 1 ] | [ 1 ] |
| 2011 | Mads og Monopolet      | Mads og Monopolet      | [ 1 ] | [ 1 ] |
| 2010 |                        | Jonatan Spang          | [ 1 ] | [ 1 ] |
| 2009 |                        | Anne Linnet            | [ 1 ] | [ 1 ] |
| 2008 |                        | Outlandish             | [ 1 ] | [ 1 ] |
| 2007 |                        | Thomas Buttenschøn     | [ 1 ] | [ 1 ] |
| 2006 |                        | Søren Ryge             | [ 1 ] | [ 1 ] |
| 2005 |                        | Per Fly                | [ 1 ] | [ 1 ] |
| 2004 |                        | Lise Nørgaard          | [ 1 ] | [ 1 ] |
| 2003 |                        | Steffen Brandt         | [ 1 ] | [ 1 ] |
| 2002 |                        | Johannes Møllehave     | [ 1 ] | [ 1 ] |
| 2001 | Niels Højlund          | Niels Højlund          | [ 1 ] | [ 1 ] |
| 2000 |                        | Benny Andersen         | [ 1 ] | [ 1 ] |
| 1999 | Ebbe Kløvedal Reich    | Ebbe Kløvedal Reich    |       | [ 1 ] |